# Neualbenreuth
Neualbenreuth è un comune tedesco di 1 541 abitanti, situato nel land della Baviera.